# 创世之书
创世之书是犹太神秘主义现存最早的书籍，该书认为宇宙源自希伯来语的22个字母和10个数字，并共同构成了上帝创造宇宙的“32条智慧方式”。该书假托亚伯拉罕，匿名出现于公元3至6世纪。